# Venus Fire Trap
Venus Fire Trap is een personage uit de Mariospellen.

## Beschrijving
Venus Fire Trap is een Piranha Plant, maar er zijn een paar verschillen. Hij hapt nooit naar Mario, in plaats daarvan spuwt hij vuurballen naar hem toe. Hij doet dit in opdracht van Bowser. Venus Fire Trap maakte zijn debuut in Super Mario Bros. 3, en kwam daarna nog voor in Super Mario Land 2: 6 Golden Coins, Super Mario 64, Super Mario 64 DS, New Super Mario Bros., Mario vs. Donkey Kong 2: March of the Minis en New Super Mario Bros. Wii.